# ミラビリス・リベル

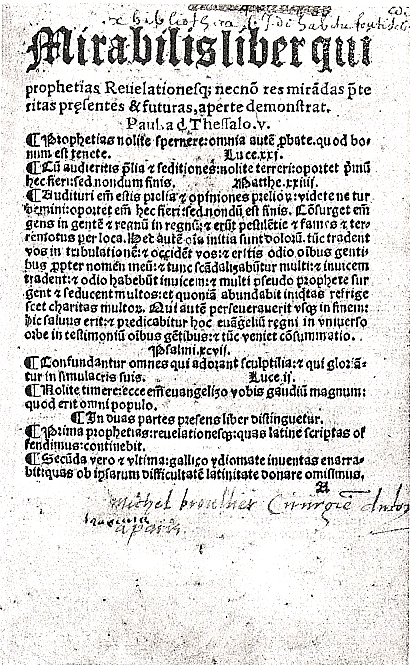
『ミラビリス・リベル』（パリ、1520年代）。後述するC2版

『ミラビリス・リベル』 (Mirabilis Liber) は、1520年代にフランスで刊行された編者不明の予言集である。フランスで最初に出版された予言アンソロジーで、古今の著名な聖人たちの予言を集めたという体裁になっており、実質的に中世のキリスト教的終末論を独自の視点で総括したものになっている。何度も再版され、同時代の占星術師や神秘思想家たちに対し、直接・間接的に少なからぬ影響を及ぼした。
なお、「ミラビリス・リベル」とは「驚異の書」を意味するラテン語であるが、今日の英語圏、仏語圏の関連文献などでも訳出されることはほとんどなく、半ば固有名詞化しているため、ここでもそのように扱う。

## 概要
『ミラビリス・リベル』は古今の予言を集めたアンソロジーである。本来フランソワ1世の神聖ローマ皇帝選挙立候補を支援する目的で作成されたと考えられており、初版の序文にはそれへの直接的な言及がある。編纂者はフランソワ1世を中世以来の世界最終皇帝のモチーフに重ね合わせており、天使教皇にも関心を寄せていることがうかがえる。
本編は2部構成になっており、第1部にあたる第1章から第23章まではラテン語で、第2部にあたる第24章から第33章はフランス語でそれぞれ書かれている。多くの章で出典となる写本や刊本に関する情報が明記されており、編纂者の学究的な自負の表れと見なされている。
その内容は、どの章も「異教徒の脅威」「反キリスト」「世界最終皇帝」「天使教皇」などのうち1つないし複数に関わる文献を集めたものだが、「世界最終皇帝」をフランス王とし、それを補佐する「天使教皇」もリモージュから現われるとする認識が投影されている点で、従来の予言書とは異なっている。
この予言書は初版から10年と経たないうちに何度も再版され、同じ時代のギヨーム・ポステル、ノストラダムスらに影響を及ぼした。その後、長い間参照されることはなくなったが、フランス革命が起きるとそれを的中させたとして話題になり、18世紀末に再び注目されるようになった。
また、20世紀末以降にノストラダムスの文学的分析が蓄積されるようになると、その起源に関する情報源として評価されるようになった。

## 前提
この予言書では、中世に生まれた2つの伝説、すなわち「世界最終皇帝」と「天使教皇」が重要な役割を果たしている。そこで、内容の概説に先立ってそれらについて概観しておく。
「世界最終皇帝」(Last World Emperor) とは、ローマ皇帝がキリスト教に改宗したよりも後の時代になって、そこに終末論的意義が後付けされた未来の伝説的名君のイメージであり、その具体像は、後述する『ティブルのシビュラ』や『メトディウスの予言書』などによって形成されていった。彼は一度死んだ後、終末に先立って復活し、ゴグとマゴグや異教徒たちを駆逐した後、役割を終えるとエルサレムに赴いて自らその地位を神に返すとされた。カール大帝（シャルルマーニュ）やフリードリヒ2世はこの「世界最終皇帝」と重ねあわされ、死後も再来が期待された。こうした伝説は特に十字軍遠征のときに好まれ、中には自ら「世界最終皇帝」を僭称する者たちも現れた。
「天使教皇」(Papa Angelicus) は終末に先立って天から遣わされる教皇で、「天使牧者」 (Pastor Angelicus) とも呼ばれる。その伝説は「世界皇帝」と別系統で発生したもので、正確な起源は不明だが、フィオーレのヨアキムの著書にその萌芽が見られ、ヨアキム主義の展開の中で生まれたとされる。ことにフランシスコ会の心霊派に属するヨアキム主義者たちがボニファティウス8世に弾圧されると、前任の清貧で知られたケレスティヌス5世を死後天使教皇に祭り上げようとする言説が活発になった。こうしたイメージは、後述するジャン・ド・ロックタイヤードの予言や『全ての教皇に関する預言』などによって敷衍、宣布されていった。

## ミラビリス・リベルの構成

### タイトルページ
ラテン語による正式な書名『予言、啓示、驚くべき物事、過去・現在・未来の物事を収録した驚異の書』 (Mirabilis liber qui prophetias revelationesque, necnon res mirandas, preteritas, presentes et futuras, aperte demonstrat) が書かれたタイトルページには、聖書からの引用句が出典とともに列挙されている。初版では順に「テサロニケの信徒への手紙一」第5章（20節と21節）、「ルカによる福音書」第21章（9節）、「ルカによる福音書」第2章（10節）が挙げられており、これらの引用句は世界の終末と関わりがある点でほぼ共通している。第2版では、さらに「詩篇」第96章（7節）、「マタイによる福音書」第24章（6節から14節）が追加された。

### 第1部
第1部はラテン語で書かれた第1章から第23章までである。分量的には全88葉のうち、最初の68葉の表面までを占める。
第1章
第1章は第2葉の表面から第4葉の表面途中までである。「パタラの司教ベメコブスの書」(Liber Bemechobi Episcopi ecclesie Patarenis)  と題されているが、「ベメコブス」は底本の写し間違いで、実際には4世紀のパタラのメトディウスに帰せられている偽書『メトディウスの予言書』（擬メトディウスの予言書）の抄録である。
『メトディウスの予言書』は7世紀末のシリアで成立したと考えられており、原本はシリア語版とギリシア語版があったと想定されている。その内容は天地創造から6千年紀の内容を概説した後、同時代から未来の予言に踏み込むものである。その未来図は以下のように展開する。イシュマエルの末裔がイスラーム教徒たちとともにキリスト教徒を脅かし、様々な破壊行為や悪事を働く。それに対し、とうに死んでいた強大な皇帝が復活して彼らを打ち滅ぼすが、ゴグとマゴグの出現によって世界がさらに荒らされる。ゴグとマゴグが神の援軍によって滅ぼされた後、皇帝はゴルゴダの丘に赴いて帝冠を返上し、役割を終える。その後反キリストが現われてなおも世界を荒らすが、キリストの再臨によってこれも滅ぼされ、最後の審判に至る。
こうした内容には、ビザンティン帝国とイスラーム諸勢力の間で帰属が揺れていたシリアにおいて、キリスト教徒たちが不安定な状況に置かれていたことが投影されている。イスラーム勢力はそのすぐ後に西欧諸国も脅かしたため、同じような問題関心によって『メトディウスの予言書』は8世紀初頭に西欧に持ち込まれ、ラテン語訳もされて受け入れられた。これはトゥール・ポワチエ間の戦い（732年）とほぼ同じ時期のことであり、そうした時代背景の中、「世界最終皇帝」のモチーフが広められた。『メトディウスの予言書』は流布した範囲と影響力の点で、『ヨハネの黙示録』に次ぐ黙示文書とする評価さえ存在する。
『ミラビリス・リベル』に抄録されたバージョンは、パリのサン・ヴィクトル大修道院附属図書館に所蔵されていた写本（以下、便宜上「サン・ヴィクトル写本」と表記）のうち、現在はパリのアルスナル図書館（現在フランス国立図書館の一部門）に所蔵されているものが底本になっている。
第2章

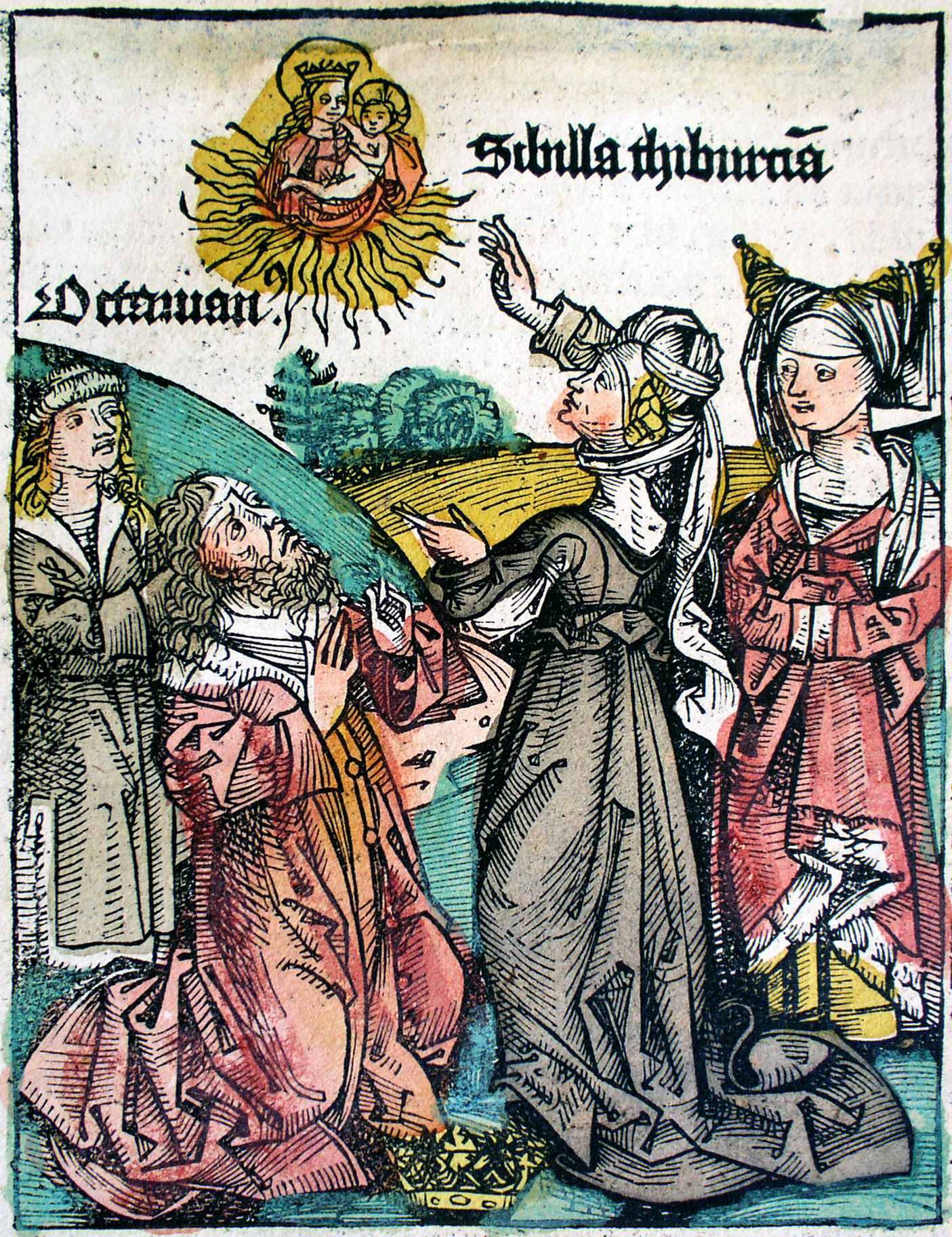
ニュルンベルク年代記に描かれたティブルのシビュラ

第2章は第4葉の表面途中から第7葉の表面途中までで、「シビュラの予言」(Prophetia Sibylle) と題されている。これは『シビュラの書』や『シビュラの託宣』ではなく『ティブルのシビュラ』（ティブルティナ・シビュラ）の抄録である。題名はティブルにいたとされるシビュラを示すが、予言書としての正式名を持たない。その名の通り、ティブルのシビュラに仮託された予言書だが、作品中ではシビュラの名がティブルティナないしアルブネアとされている。1898年のエルンスト・ザックル (Ernst Sackur) の研究以来、4世紀後半にオリジナルのギリシア語版が成立し、11世紀に現在の形のラテン語版が成立したと考えられている。ただし、4世紀後半の原本は発見されていない。ラテン語版と別系統に発達したギリシア語写本については、6世紀初頭のバールベックで成立したと見なして「バールベックの予言」という呼び方をする者もいる。いずれの推定でも真の著者は特定されていない。
その内容は第三者がシビュラとその予言について語ったものとなっており、プリアモス王の息女であり傑出した美女ティブルティナないしアルブネアがトラヤヌス帝時代のローマに招かれ、アヴェンティーノの丘で行なった夢解釈の内容を記したことになっている。解釈の対象となった夢は100人のローマ元老院議員たちがある晩一斉に見たというもので、異なる特色を備えた9つの太陽が出てくる夢だった。シビュラはその夢を9つの時代を象徴したものと解釈した。この書では、第8の時代までがキリストの降誕も含む過去の予言とされて簡潔にしか語られていないのに対し、第9の世代は歴代の君主たちのアルファベットを織り込みつつ、詳細に語られている。その歴代君主は11世紀初頭のコンラート2世とされる人物までは特定されているが、その後は現実から離れ、終末へ至る様相が語られている。その中では、ギリシアとローマを112年間に渡って支配し、豊穣の時代を実現する最後の名君コンスタンスが異教徒を蹴散らし、ゴグとマゴグをも撃破したあとにエルサレムで帝国を神の手に委ねて退位することが描かれる。さらに、反キリストが誕生して世界を荒廃させ、エノクとエリヤを殺害するが、大天使ミカエルによって打倒される話につながっている。
『ティブルのシビュラ』が予言的言説の伝統において持つ意義は、「終末の皇帝」のイメージを初めて打ち出したことにある。本来、「名君コンスタンス」の描写はニカイア信条を支持していたコンスタンス1世の時代に生み出されたものだというが、前出の『メトディウスの予言書』などでさらに大きく脚色されて、中世の予言的言説に大きな影響を及ぼすことになるのである。
『ミラビリス・リベル』に収録された際の底本はフランス国立図書館に現存する複数のサン・ヴィクトル写本のようだが、異文からの推測によって、散逸した写本を参照した可能性も指摘されている。
第3章
第3章は第7葉の表面途中から裏面途中までの簡潔なもので、ヒッポの聖アウグスティヌスに帰せられている反キリスト論である。これは1506年にアメルバッハ (Amerbach) が刊行したアウグスティヌスの論集にも収録されていたもので、それが『ミラビリス・リベル』でも底本とされている。
しかし、実際にはモンチエ＝アン＝デルのアドソ (Adso of Montier-en-Der, アゾ、アドソンとも)  が、954年頃に西フランク王ルイ4世の妃ゲルベルガの下問に答える形でまとめたものである。
アドソは920年頃にジュラ地方に生まれた聖職者で、修道院改革にも熱心な人物だった。968年にはモンチエ＝アン＝デルの大修道院長となったが、後にエルサレムへの巡礼の途上で客死した。ゲルベルガによる反キリストや黙示録に関する下問は、西フランク王国や神聖ローマ帝国の政治問題とも結びついており、神聖ローマ帝国寄りの経歴を持つアドソは微妙な立場におかれていた。そのため、答申は同時代的状況を織り込まない曖昧なものになっており、終末の時期についてもまだ先のこととされた。その論拠となったのがテサロニケの信徒への手紙二で、当時、その文中の終末における「離教」がラテン語で discessio と訳されていたために「（政治権力の）分離」と混同されていた。アドソはそれをローマ帝国の政治権力が残らず手放される時と解釈し、西フランク王国が滅亡してローマ帝国の権力が全て離散しない限り、それが成就しないと認識していたのである。
そこで展開された反キリスト論は、反キリストの代理者としてキリスト教の迫害を行なった人物としてネロやドミティアヌスなどを挙げたあと、終末に現われる反キリストを描写するものとなっている。中世にしばしば見られた言説に従ってダン族から反キリストが登場するとしていた点は同じだったが、さらにキリストの降誕のパロディ色が強まり、売春婦とその夫の間に生まれるのは、彼女の胎内に悪魔が宿るからなどとした。さらに反キリストがエルサレムで偽の奇跡を起こして支持を集め、その一方で恐怖によっても人々を従えることなども紹介される。彼の反キリスト論は概括的なものではあったが、他方で物語的でもあったために、中世を通じてそこに多くの誇張が加えられ、反キリスト像の形成に大きな影響力を持った。
中世を通じては内容の誇張だけでなく、その著者をより権威ある人物に仮託することも行われた。『ミラビリス・リベル』の底本がこれをアウグスティヌスの著作として扱っていたのも、その延長線上のことである。
第4章
第4章は第7葉裏面の残りだけを占めており、聖セウェルスに帰せられた短い予言が収録されている。セウェルス (Severus) は4世紀初頭に殉教したラヴェンナの聖人で、彼に仮託された予言がいくつも残されている。
『ミラビリス・リベル』に収録されたバージョンは、1516年にヴェネツィアで出版されたものが元になっていると推測され、ライオンやゾウといった象徴を用いて、反キリスト到来まで、キリスト教世界を分裂させずに平和を保つ名君などが描かれている。なお、聖セウェルスに帰せられている予言には、ロマーニャへの強い関心が投影されているという特色があり、『ミラビリス・リベル』でも、ロマーニャがイタリアの首都になるという予言が含まれている。
第5章

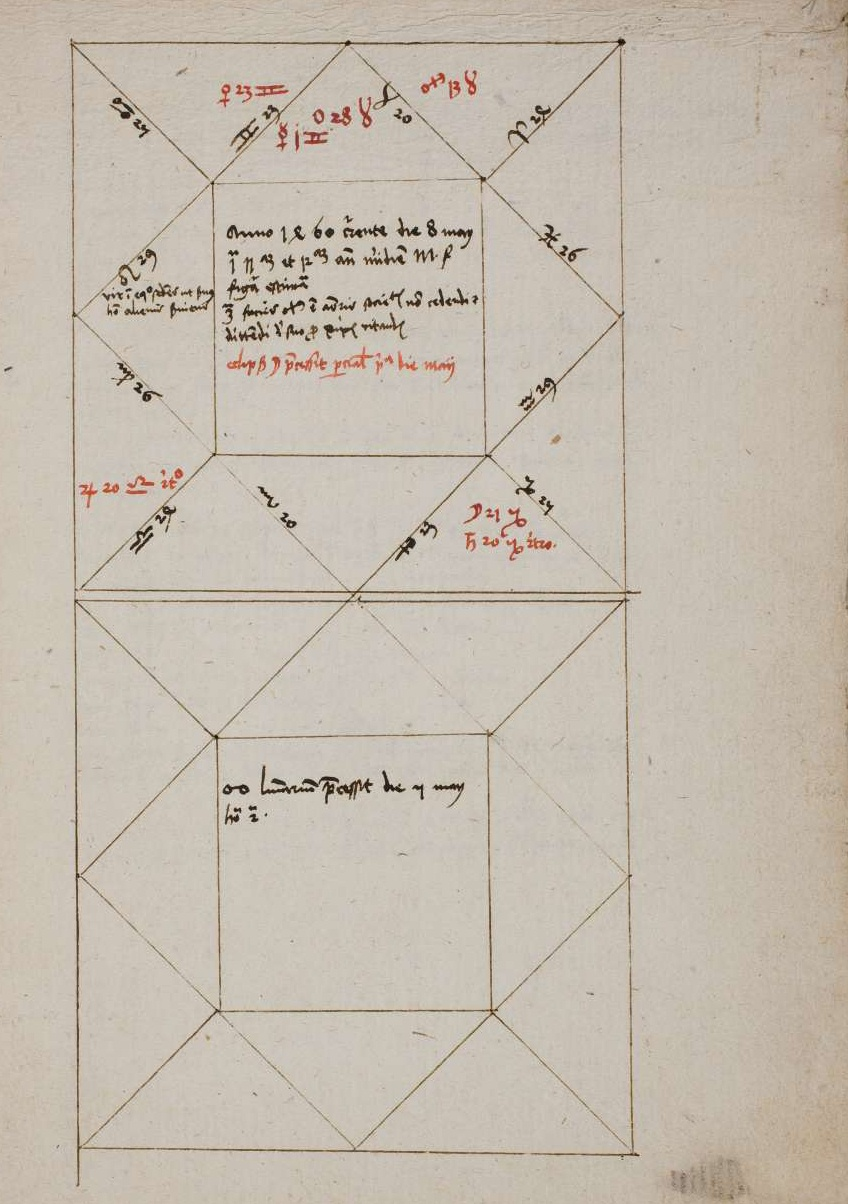
リヒテンベルガーの星位図

第5章はヨハン・リヒテンベルガーの『占筮』（Prognosticatio, 1488年）の全文再録であり、第8葉表面から第30葉裏面途中までを占める。リヒテンベルガーは、神聖ローマ皇帝フリードリヒ3世に仕えていた占星術師で、当初はフリードリヒ3世こそが「世界最終皇帝」になると予言していた。しかし、途中で見切りをつけ、その子マクシミリアンと孫フィリップへと期待を移すことになる。その転換を最初に打ち出した著書が『占筮』である。
彼の『占筮』は預言的要素と占星術的要素を混ぜ合わせたものだが、その合わせ方のちぐはぐさも指摘されている。また、それらの要素自体がオリジナルではなく、預言的要素はフィオーレのヨアキムの真正著書やヨアキムに帰せられていた擬ヨアキム文書群、および聖ビルギッタ、コゼンツァのテレスフォロ（第8章参照）などからの寄せ集めであり、占星術的要素はミッデルブルクのパウルスの所説を転用しただけに過ぎなかった。後者についてはパウルス自身から批判されることになる。
この予言では、ドイツの果たすべき役割に混乱が見られるものの、ドイツから現われる世界最終皇帝は教会の改革を引き起こすと同時に、不信心者たちを屈服させる存在として描かれる。天使教皇への言及はあるものの、皇帝の役割に力点が置かれている分、明示的に重要な位置付けにはなっていない。
また、この予言書では1484年の合が重視され、反キリストや世界の終末の到来を告げるものとされていた。この予言はジロラモ・サヴォナローラの登場と結び付けられるなどして流布した。リヒテンベルガーの書は特に1490年代の北イタリアで評判となり、1532年までにラテン語版、イタリア語版を合わせて13版以上を重ねた。
『ミラビリス・リベル』は様々な予言を集めている割に、占星術的要素があまり含まれていない。その中にあってこの第5章は、突出して占星術的要素を含む箇所となっている。再録に当たっての底本は1488年の初版ではなく、後にリヨンで再版されたものが用いられている。
第6章と第7章

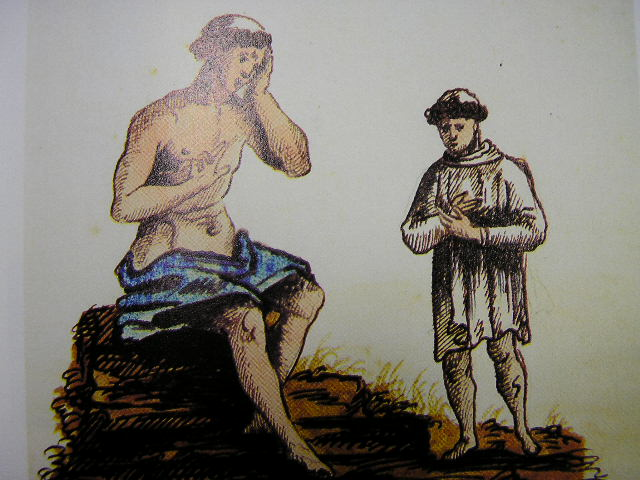
天使教皇の図像の一つで、裸は清貧の象徴（この画像は亜流に当たる作品の図柄である）。

第6章（第30葉裏面途中から第32葉表面途中まで）と第7章（第32葉表面途中から第33葉裏面まで）は連続性があり、『全ての教皇に関する預言』が収められている。もともと『全ての教皇に関する預言』は、『諸悪の端緒』と『禿頭よ登れ』と呼ばれる2つの予言書を合本したものだったが、『ミラビリス・リベル』の第6章は『禿頭よ登れ』に、第7章は『諸悪の端緒』にそれぞれ対応している。これは推測されている成立順とは逆だが、『全ての教皇に関する預言』で合本された順序とは一致している。
この予言書は挿絵とテクストの組み合わせによって歴代ローマ教皇を予言するというもので、ニコラウス3世 (在位1277年 - 1280年) を暗示した絵から始まっている。『諸悪の端緒』も『禿頭よ登れ』も各15枚の挿絵が含まれていたので、両方で30人のローマ教皇を予言していることになる。ただし、『全ての教皇に関する予言』が成立したと推測されている1415年頃の時点で過去のものになっていた予言は20人分だけで、残りは未来に属するとされていた。特に、そのうち最後の数枚は「天使教皇」と解釈されていたが、ほかの予言に比べて特殊なのは、天使教皇が世界最終皇帝の役割を兼ねるかのように描かれていたことである。
『ミラビリス・リベル』への収録に当たって挿絵が全て省かれ、エンブレム・ブックのような体裁だった本来の予言書の特色が失われている。『ミラビリス・リベル』では第6章と第7章で別々の写本が用られており、編纂者は第6章の写本は1000年頃の作成、第7章は1100年頃の作成としていた。これらの推定は、14世紀から15世紀にかけて成立した『全ての教皇に関する預言』の本来の起源からすれば、実証的な正当性を持たない。
第8章
第8章は第34葉表面から第35葉表面途中までで、コゼンツァのテレスフォロの『小著』 (Libellus, 14世紀末) から採られた天使教皇論となっている。
コゼンツァのテレスフォロ (Telesphorus of Cosenza) は14世紀の聖職者で、カラブリア出身の隠修士とも言われるが、経歴がはっきりしておらず、偽名の可能性も指摘されている。彼は親フランスの態度をとり、教会大分裂 (1378年 - 1417年) に際してはアヴィニョン教皇を支持した。思想上は広い意味でのヨアキム主義者で、ジャン・ド・ロックタイヤード（後述）の影響を強く受けた。
彼の主著『小著』は、テレスフォロが1386年に天使から受け取った託宣に従って、コゼンツァで発見した古い預言書の数々に従ったものと主張している。現在では1356年から1365年に彼自身が行なった予言をもとに、教会大分裂後の1378年から1390年ごろにまとめたものと考えられている。
その予言では教会大分裂はフリードリヒ3世（フリードリヒ2世の再来と位置付けられる神聖ローマ皇帝）と偽教皇が引き起こすことになっており、それに対抗する天使教皇を助けるのがフランス王シャルルとされている。シャルルは偽教皇らを打ち滅ぼすことに成功して皇帝となり、最後の十字軍によってエルサレムを奪還し、千年王国へと導くという。
現存最古の写本は1396年のもので、印刷版の初版は1516年のことである。大いに人気を博して版を重ね、フランス語訳版なども出版された。
『ミラビリス・リベル』に収録されたのは、彼の予言のうちの天使教皇と3人の後継者に関する部分の抜粋である。底本となったのはサン＝ヴィクトル写本で、中世預言の専門家であるマージョリ・リーヴスが発見した。
第9章
第9章は『西暦1104年の教皇』 (Pape anno Christi M.c.iiii.) という中世の年代記のような様式の短い文書で、第35葉表面の残りに収録されている。
冒頭には、マルティヌス2世（在位882年 - 884年）から順に、ベネディクトゥス4世（在位900年 - 903年）まで10人の教皇の名が挙げられている。この歴代教皇は882年から903年に在位した者たちで、教皇庁の最初の混乱期に該当している。それらの教皇の名前の列挙に続いて、西暦1000年頃にキリスト教国の退嬰が始まり、様々な場所でキリスト教的儀式が守られなくなり、異教的要素が入り込んだと説く。
最後は12世紀から13世紀の幻視者について列挙され、聖エリザベト (Elizabeth of Schönau)、聖ヒルデガルト、聖アルピアディス (Alpiadis)、フィオーレのヨアキム、クレメンス4世が挙げられている。
『ミラビリス・リベル』では出典として『歴史の海』(Mer des histoires) という文献が挙げられているが、実際にはその文献から引用されたものではなく、真の出典は特定されていない。
第10章
第10章は第35葉裏面の一部を占めるユダヤ人改宗に関する予言で、明示されていないが、アルフォンスス・ア・スピナ (Alphonsus a Spina) の『フォルタリティウム・フィデイ』(Fortalitium Fidei) から採られている。この著書は1460年代前半に作成されたもので、ユダヤ人やムスリムがキリスト教徒によって屈服させられることを告げる書として、15世紀後半以降、何度も出版された。フランスで出版されることはあまりなかったが、『ミラビリス・リベル』で用いられた底本は、1511年にリヨンで出版された版と推測されている。
第11章
第11章は第35葉裏面途中から第37葉裏面途中までで、グイレルムス・バウゲ (Guillermus Bauge) というトゥール司教区ノアン教区 (Nohan) の司祭が書き記した手稿と主張している。しかし、実際には14世紀半ば以降のフランス情勢を題材に採って、ヨハンネス・デ・バッシグニアコ (Johannes de Bassigniaco) という人物が作成した事後予言をまとめたものである。『ミラビリス・リベル』に収録されたものには、1490年から1525年までを対象とする予言が加筆されている。
本来、事後予言を集めただけのこの章は、初版刊行よりも100年以上前に起こった出来事を曖昧に書き記したものが主体になっていたが、後述するように、1525年のパヴィアの戦いや1789年からのフランス革命を的中させたと解釈されたために、『ミラビリス・リベル』の評価を高めることに大きく関わった。
第12章

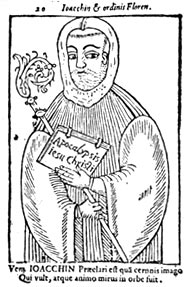
フィオーレのヨアキム

第12章は第37葉裏面途中から第38葉表面までを占め、フィレンツェ大司教アントニーノ (Antoninus of Florence) の『年代記』 (Chronica) から抜粋する形で、フィオーレのヨアキムについて述べている。
フィオーレのヨアキム (Joachim of Fiore, ジョアッキーノ・ダ・フィオーレとも) はシトー会の大修道院長だったこともある12世紀イタリアの聖職者だが、シトー会とは袂を分かち、独自の歴史観を磨いた。ヨハネの黙示録の解釈などに基礎を置く歴史観は、父の時代、子の時代、聖霊の時代に区分して未来の予言にも踏み込むもので、13世紀のうちに聖霊の時代が完成する、つまり終末を迎えると予言していた。
ヨアキムの思想は中世の予言観に大きな影響を与えた。のみならず、三段階に分割して歴史の発展法則を読み取ろうとした彼の思想は、後の歴史哲学、ことにドイツ観念論やマルクス主義にも影響の痕跡を見出しうるという説もある。
『ミラビリス・リベル』で抜粋されたアントニーノの短い紹介は、ヨアキムの説教と生涯に関するものである。
第13章

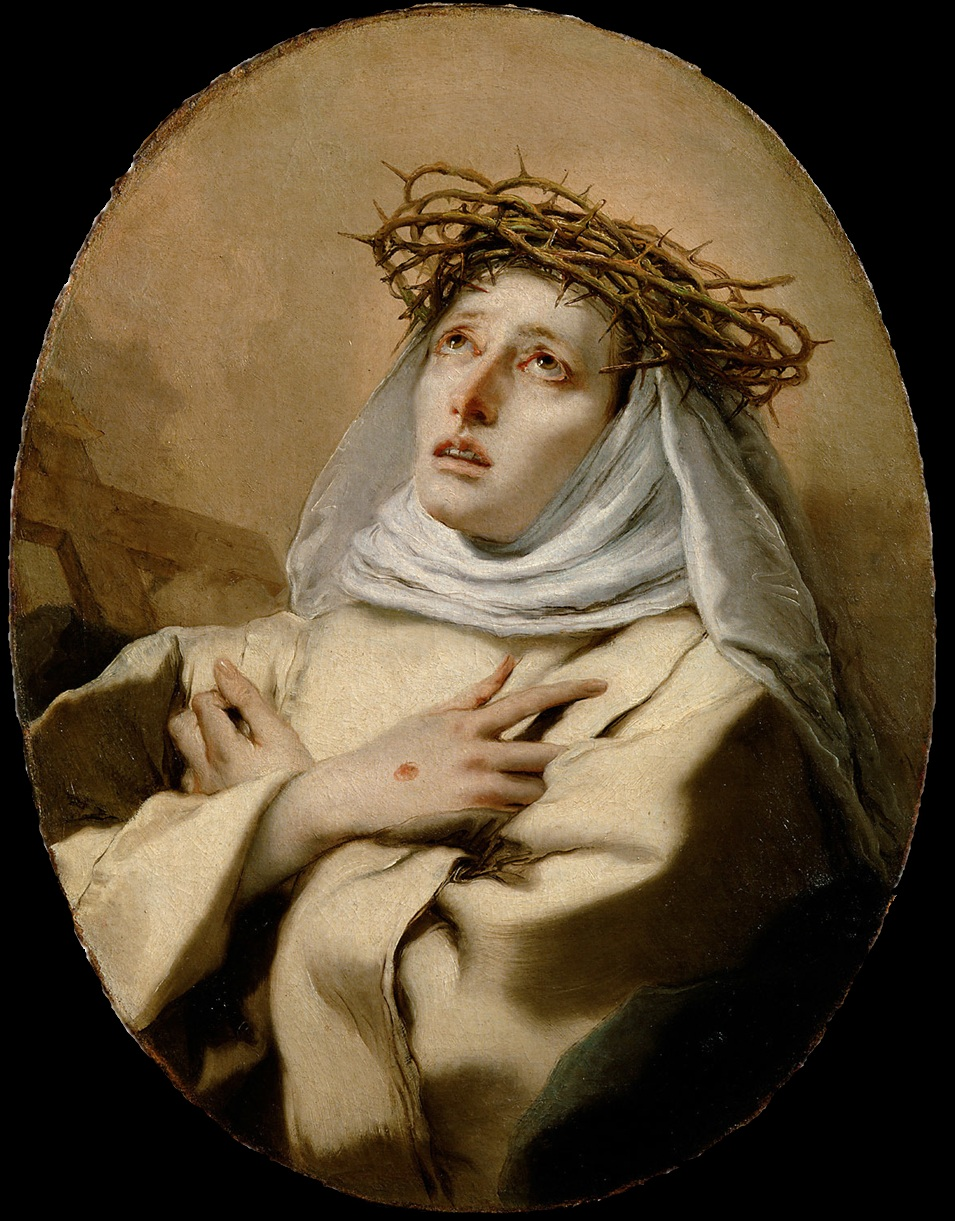
シエナのカタリナ

第13章は第38葉裏面から第39葉表面途中までである。14世紀の女子ドミニコ会修道士であるシエナの聖女カタリナに関するものだが、前章と同じくアントニーノからの抜粋である。聖カタリナは教皇グレゴリウス12世がアヴィニョンからローマに帰還する上で大きな役割を果たした女性であるとともに、当時スウェーデンのビルギッタと並ぶ有名な幻視者でもあった。彼女はエルサレムを永遠にキリスト教徒のものとするための新しい十字軍を提言し、そこにローマ教皇を賛同させるべく働きかけようとした。
『ミラビリス・リベル』では、彼女が教会大分裂を予言したとされることについて、アントニーノが解説をしている箇所が抜粋されている。
第14章
第14章は第39葉表面の一部を占めるだけの短い章である。フィレンツェのサンタ・マリア・ノヴェッラ教会に残るトマス・アクィナスの手稿に基づいたと主張しているが、実際には1503年頃に成立したものと推測されている。この手稿はヴィテルボで発見されたという「ウィンケンティウス」（Vincentius） の予言について書かれている。『ミラビリス・リベル』の編者はビセンテ・フェレール（後出）の予言と判断して収録したらしいが、アクィラのヴィンチェンゾ(Vincent of Aquila) など、他の候補も指摘されている。
その内容は、牛が教会で鳴くのを聞くときに教会が跛行するようになり、さらに鷲と蛇が結びついたり、2頭目の牛が教会で鳴くようになると、苦難が訪れると説き起こしている。その後の苦難としては、教会の分裂や、その分裂を引き起こした側の教皇が真の教皇の地位を簒奪することや、イタリアが南以外の3方向から強大な軍隊によって攻め込まれることなどが語られている。
第15章

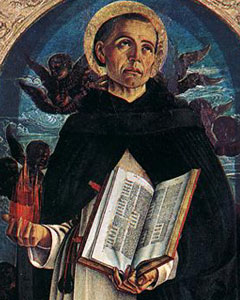
ビセンテ・フェレール

第15章は第12章、第13章と同じくアントニーノからの短い抜粋で、第39葉表面途中からその裏面途中までを割いて、ビセンテ・フェレール (Vicente Ferrer, 1350年 - 1419年) の伝記と反キリスト論を扱っている。
ビセンテ・フェレールはバレンシア出身のドミニコ会修道士で、同じドミニコ会のシエナのカタリナとは逆に、教会大分裂期にアヴィニョンの対立教皇を支持した。その一方で彼は切迫した終末観を宣布して回ったことでも知られ、15世紀初頭には反キリストがすでに誕生しているという説教まで行い、その反キリストが成長した時に訪れる凄惨な近未来図を語っていた。
第16章
第16章も第39葉裏面途中から第40葉表面途中までの短いもので、前章と同じくアントニーノからの抜粋である。アントニーノからの抜粋は4章分あったが、そのうちの最後に当たっている。抜粋箇所はタタール人たちに予言がどのように受け止められているかに関して述べられたものである。
|
第17章

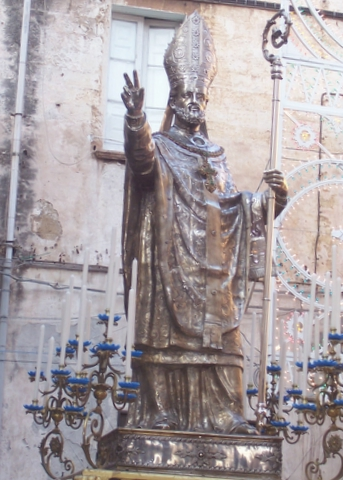
聖カタルドゥスの立像

第17章は第40葉表面の残りのみを占めており、聖カタルドゥス (Cataldus) に帰せられた予言となっている。聖カタルドゥスに仮託された予言は15世紀末のイタリアで持て囃されていたが、第17章に収められている予言はそれらの内容とは一致しておらず、出典が特定できていない。この章は異なる起源の2つの文書が組み合わされており、前半はフランソワ1世の治世初期に、彼を題材にして描かれた予言と推測されている。後半はシャルルマーニュ再来の予言だが、「シャルル」（カール）はフランソワの政敵カール5世に都合が良いため、その名前を削除した上でフランソワに引きつけられている。
第18章
第18章はジロラモ・サヴォナローラの『天啓大要』（Compendium revelationum, 天啓大綱とも）を全文再録したもので、第40葉裏面から第65葉裏面までと、かなりの分量を占める。
サヴォナローラはフィレンツェのドミニコ会士で、1484年以降啓示を受けたと称して支持を広げ、近く下されるであろう神罰と教会の改革を結び付ける説教を繰り返した。1494年にフランス王シャルル8世がイタリアに侵攻すると「神罰」が成就したと解釈され、その影響力が強まった。そしてフィレンツェからメディチ家が追放された後に神権政治を行なったが、次第に求心力を失い、1498年に火刑に処せられた。

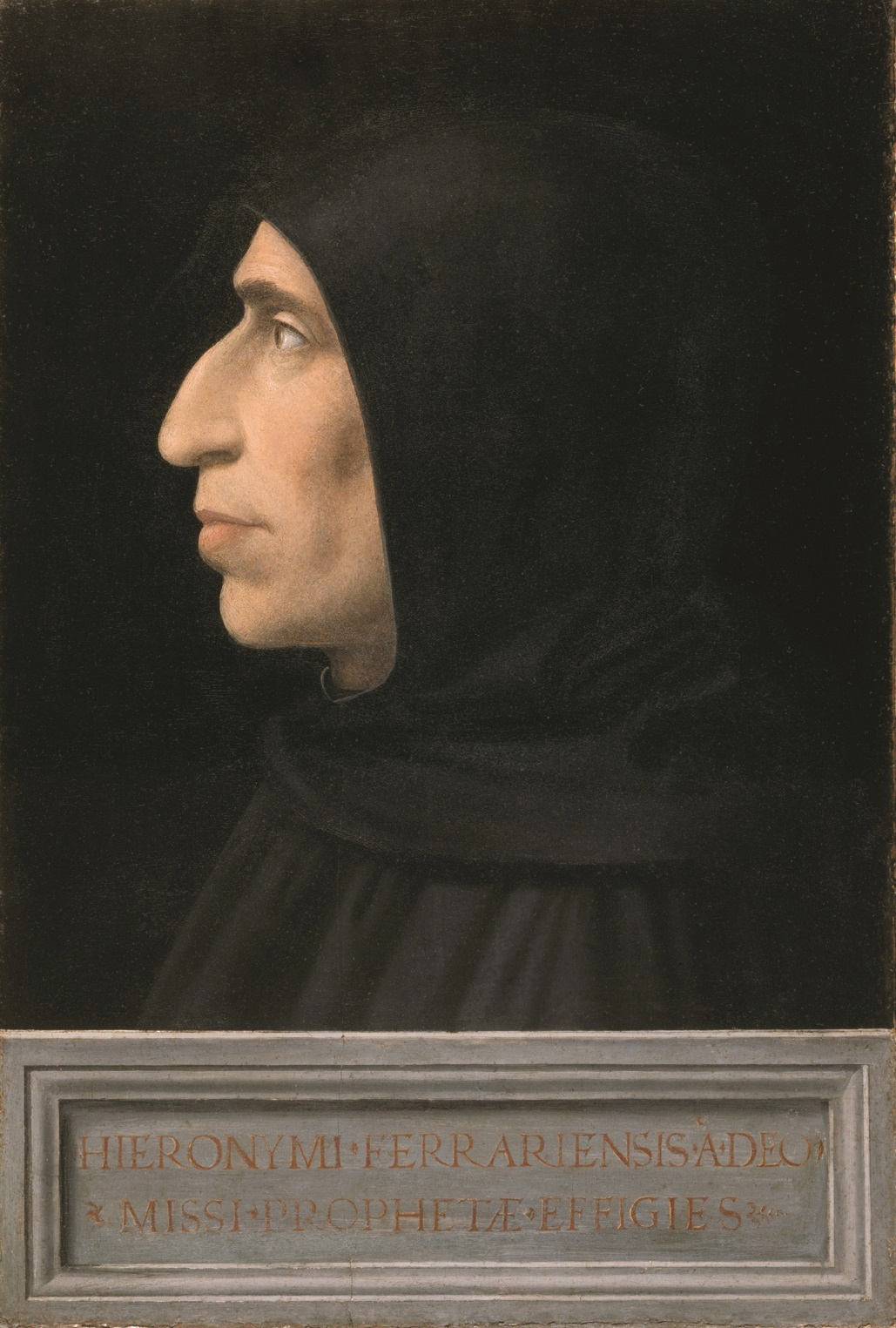
サヴォナローラ

彼の著書『天啓大要』はメディチ家追放の翌年（1495年）の春から夏にかけて執筆されたもので、その題名から明らかなように、彼が今まで受けたとする数々の啓示の要諦を概説したものである。同年8月に初版が出版されるや、1ヵ月半ほどの間に第5版までが出されるという売れ行きを示した。なお、第4版まではイタリア語、第5版はラテン語で書かれている。第5版も他者による翻訳ではなく、サヴォナローラ自身による。2言語で出版したのは、一般人と知識人双方に自分の思想をありのままに伝えるためだった。
その内容は、まずロレンツォ・デ・メディチの死やフランス軍のイタリア侵攻などは、自身の過去の説教の中で語られていたものであるとして、預言の成就を強調し、預言者としての正統性を示している。その正統性の上に立って、天に現れたという剣を持つ腕の幻像などについて述べ、イタリアへの神罰という意味に加え、解放者という新しい意味を付与したシャルル8世像やフィレンツェが共和政を維持すべきことなど、未来について語っている。
『ミラビリス・リベル』に収録された底本は、フランス国立図書館に現存しているものと同じラテン語版と推測されている。
第19章
第19章は第66葉表面から第67葉表面までを占める書簡の形式がとられているが、その出典は不明である。前半はボナヴェントゥーラ (Fra Bonaventura) の書簡に関する内容となっている。ボナヴェントゥーラは元フランシスコ会の修道士で、自ら天使教皇を名乗り、1516年にヴェネツィアのドージェに書簡を送った。その内容はフランス王こそがトルコ人を改宗させる神の使いであり、ヴェネツィアは彼らと同盟を結ぶべきとするものであった。第19章の前半はその内容を肯定的に扱っている。
後半はそれとは別の主題で、予言の才を持つと噂されていた2人の少女について述べられている。
第20章

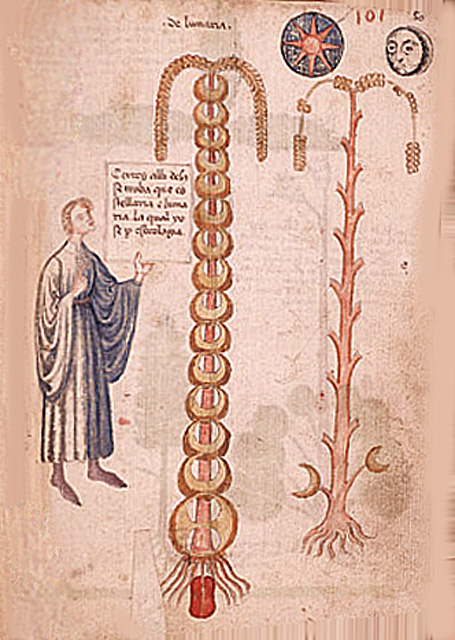
ジャン・ド・ロックタイヤード

第20章はジャン・ド・ロックタイヤード (Jean de Roquetaillade) の予言のごく短い抜粋で、第67葉表面の一部を占める。ロックタイヤードは14世紀のフランシスコ会修道士で、その幻視がもとで長らく投獄された。彼は幽閉中にいくつもの著書をものし、反キリストとそれに対抗する救済者に関する預言を開陳した。彼は教会を改革することになる偉大な教皇と、ローマ皇帝となるフランス王が協力して、ムスリムをはじめとする異教徒たち全ての改宗や東方教会と西方教会の合一などをことごとく実現させて、世界を支配することになると述べた。前出のテレスフォルスは、ロックタイヤードの影響を受けた。
『ミラビリス・リベル』に収録されているのは、15世紀後半に公刊されていたゲルウァシウス・リコバルドゥス (Gervasius Ricobaldus) の年代記から採録されたものと推測されている。
第21章
第21章は第67葉表面の残りから第68葉表面までを占め、第10章でも用いられていた『フォルタリティウム・フィデイ』からの抜粋となっている。その主題はユダヤ人を改宗させた奇跡に関する逸話である。それによると、13世紀にユダヤ人の中から預言者を自称する者が現われ、奇跡が起きることを予言した。予言された日にシナゴーグに集まったユダヤ人たちの服には十字架のしるしが現れ、それを見たユダヤ人たちがキリスト教に改宗したというものである。
第22章

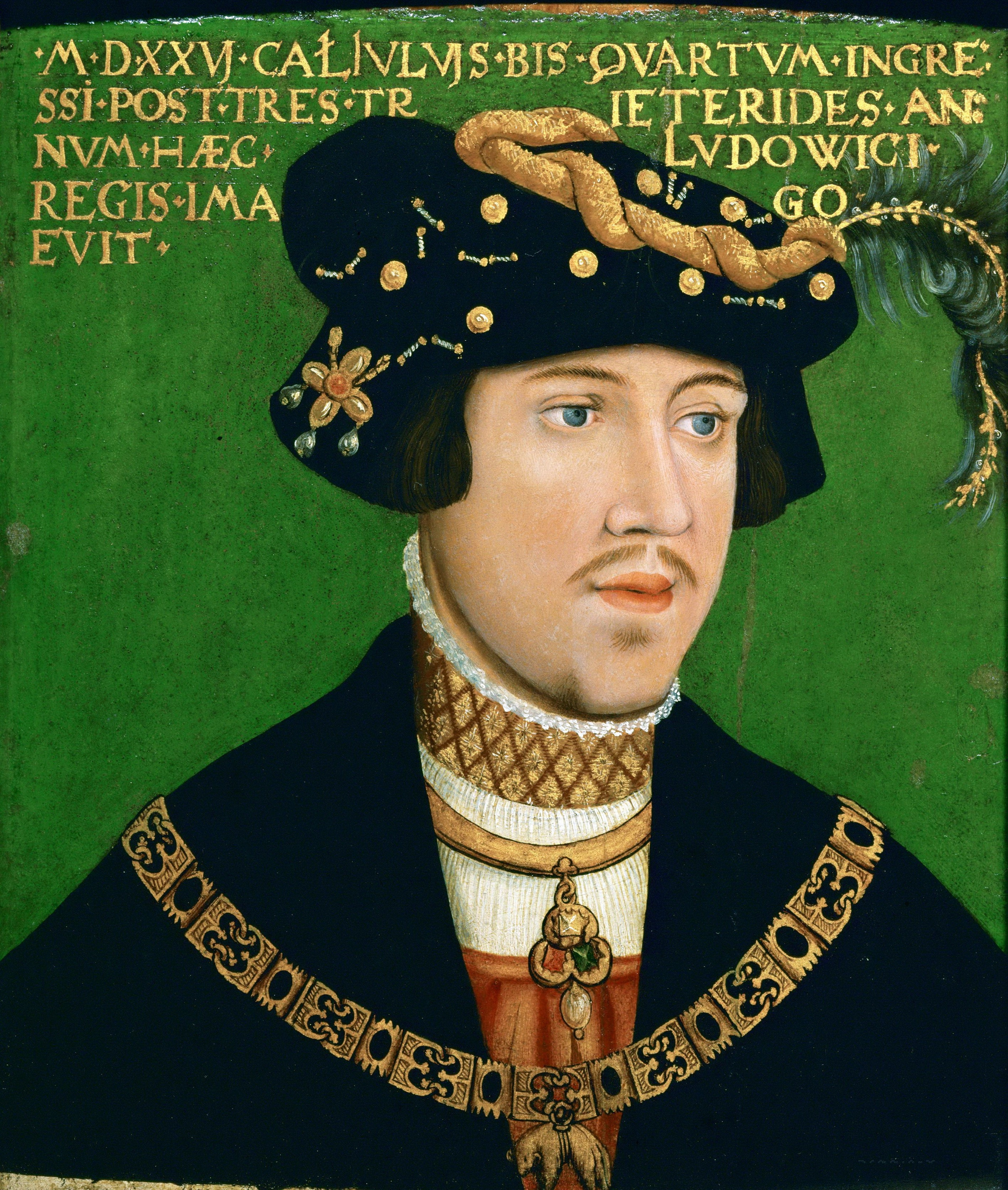
ラヨシュ2世

第22章はラヨシュ2世の手紙の抜粋で、第68葉表面の一部のみが割かれている。ラヨシュ2世はハンガリー王で、その治世にオスマン帝国の侵攻に悩まされ、1526年のモハーチの戦いで敗死した。
手紙は1521年7月2日付になっており、オスマン帝国の脅威を受けてローマ教皇に援助を求める内容である。その中でラヨシュはトルコの脅威と首都ブダの危機を訴えている。
ラヨシュ2世は実際にそうした内容の手紙を神聖ローマ皇帝にも送っていたらしいが、『ミラビリス・リベル』に収録されているものの底本は、『いとも力強きハンガリー王からローマ教皇レオ10世に送られた書簡集』(Les lettres du trespuissant roy de hongrie envoyees a Leon Pape dixiesme de ce nom) というパンフレットと推測されている。そのパンフレットに収録されている書簡の日付も1521年7月になっているというが、この日付はフランソワ1世が立候補したローマ皇帝選挙（1519年）よりも後のものであり、『ミラビリス・リベル』に収録された諸文献の中では他に例がない。
第23章

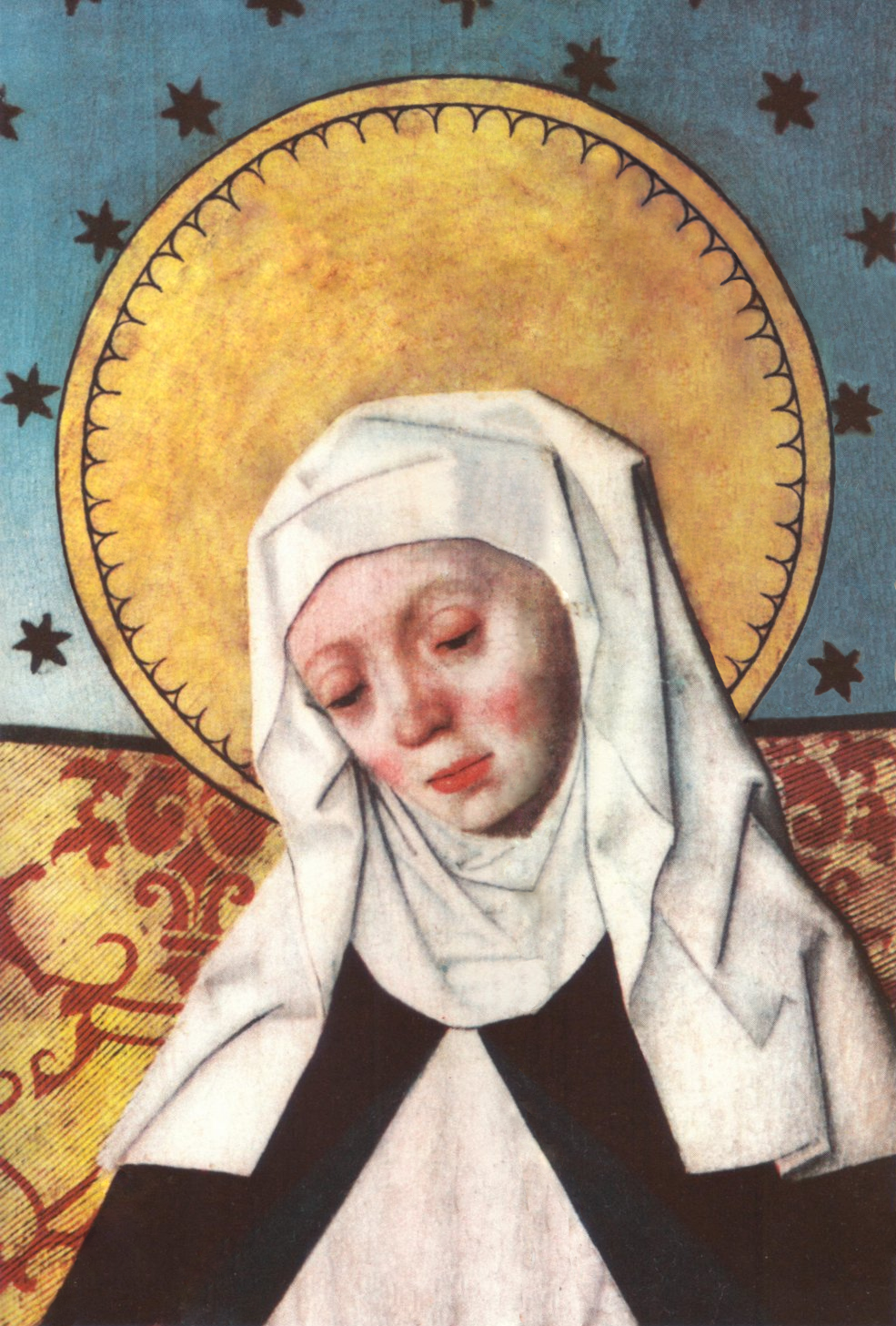
聖ビルギッタ

第23章はリムーザン出身の教皇に触れたもので、『歴史の海』(Mer des Histoire) という文献から抜粋されている。14世紀のインノケンティウス6世、ウルバヌス5世、グレゴリウス11世らに関する短いくだりであり、これが第68葉の残りを占めるとともに、第1部の締めくくりとなっている。『ミラビリス・リベル』では、それらの記述が聖ビルギッタの予言として彼女と結び付けられているが、その理由は明らかになっていない。

### 第2部
第2部は第24章から第33章までだが、分量は著しく偏っている。第24章が第2部全体の約3分の2（第69葉表面から「第80葉」表面まで）を占めるのに対し、残りの章はいずれも1ないし数ページ程度の短いものである。
第24章
第24章はローマ教皇大グレゴリウス（在位 590年 - 604年）と同時代の匿名の人物による予言とされている。終末が近いと確信していた大グレゴリウスは、その説教を通じて反キリスト伝説の形成にも大きく関わったが、この章の題材は大グレゴリウスとは何の関係もない。

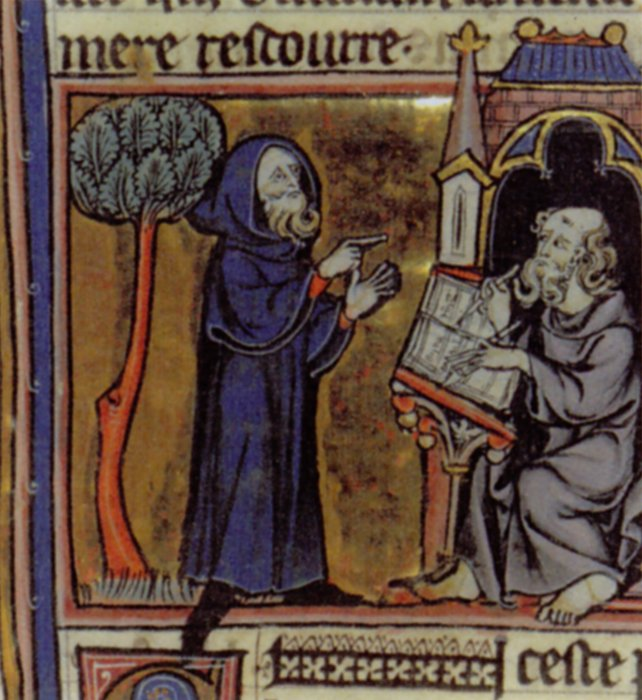
マーリン

実際の出典は『マーリンの予言書』 (Prophéties de Merlin) で、この章はその抜粋によって成り立っている。マーリンは伝説的な魔術師で、ウェールズの伝説的詩人メルズィンをモデルとしてモンマスのジェフリーらによって、その伝説が練り上げられていった。ジェフリーが1130年代にまとめた『ブリテン諸王の歴史』の第7章は「マーリンの予言」となっているが、『ミラビリス・リベル』に収録されたものはそれとは別物で、13世紀後半のヴェネツィアの人物による創作と推測されている。
その内容は K を頭文字とする偉大なガリアの王の出現を予言するもので、カール大帝再来のモチーフを踏襲したものである。
『ミラビリス・リベル』の底本になったのは、1498年にヴェラール (Vérard) という人物によってまとめられたマーリンに関する3巻本で、1503年から1517年頃までにフランスで何度か再版されていた刊本のひとつを利用したと推測されている。
第25章
第25章は「第80葉」裏面の一部で、『スティムルス・ディウィネ・コンテンプラティオニス』(Stimulus Divine Contemplationis) と題する文献から再録された文章ということになっているが、このような文献は確認されておらず、実際の出典も特定されていない。
あたかも16世紀についての予言のようにして、「6の年」から「72の年」までにフランス（特にその修道院）を襲う艱難が語られているが、実際には14世紀に作成された未発見の予言の焼き直しであろうと推測されている。その根拠としては、冒頭に出てくる「葉や花をつけることはあっても実が生らない3本の木」が、いずれも世継ぎの生まれぬまま歿したカペー朝最後の3王ジャン1世（在位1316年）、フィリップ5世（在位1316年 - 1322年）、シャルル4世（在位1322年 - 1328年）をモデルにしていると推測できること、『ミラビリス・リベル』には珍しい占星術的記述である「星位の混乱」が1345年の三重合を指していると推測できることなどが挙げられている。
第26章
第26章は「第80葉」裏面途中から第82葉表面途中までで、『ペルシア王スーフィーの洗礼』(Le Baptesme de Sophie roy de Perse) というパンフレットからの抜粋と称している。確かに1508年5月4日付の書簡の体裁を取って、対トルコを念頭に置いてキリスト教勢力と同盟を組むために、イスマーイール1世がキリスト教徒になったという虚偽の経緯を記した偽書は実在する。ただし、『ミラビリス・リベル』に再録された文章は、そのパンフレットから引用されたものではなく、名を借りただけに過ぎない。
その内容は、退位して山篭りしたペルシア王が予言を行い、1527年に現れる名君と教皇が、ローマ教皇の聖座をエルサレムに移すことになると告げたというものである。
この章の底本は不明だが、逆に『あるペルシア王に予言された偉大な予言と占筮』 (La grande Prophetie et pronostication prophetizé par ung roy de Perse, 1527年頃) というパンフレットの底本になったことが知られている。
第27章
第27章は1497年12月7日にフランスで目撃された空の驚異に関する簡略な記録で、第82葉表面の一部のみを占める。しかし、この記録は題名も出典も示されておらず、研究者たちも出典を特定できていない。この章では、その驚異は翌年4月に崩御したシャルル8世の未来を暗示する凶兆だったとされている。
第28章
第28章は第27章と同じように「驚異」の簡潔な記録で、第82葉表面の残りを占める。題名・出典とも記載がなく、特定できない点も第27章と同じである。1514年1月、ある学識者がフランスで空の驚異を目撃し、そこに未曾有の艱難がカトリック教会に迫っていることを読み取ったという内容になっており、それは1525年までに起こるとされていた。驚異を目撃した月が旧式の場合、ルイ12世が崩御した時と一致するという指摘もあるが、具体的な関連性は解明されていない。
第29章

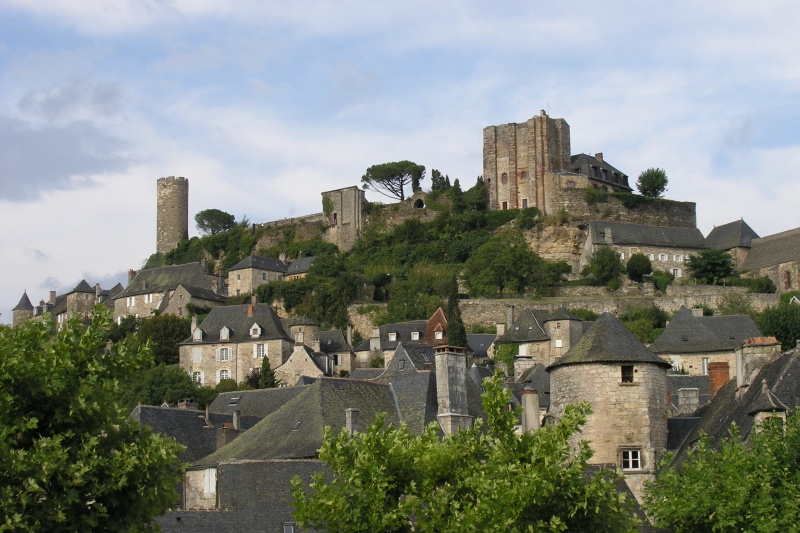
現在のチュレンヌ城

第29章は第82葉裏面から第83葉表面途中までで、リモージュ司教管区内のチュレンヌ城 (Le chasteau de Turenne) で1500年に発見された写本に基づくと主張している。しかし、対応する文献は特定されていない。
すでに14世紀に2人の教皇を輩出していたチュレンヌ子爵の一族から、さらに2人の教皇が出現することを予言するもので、1530年頃に出現するチュレンヌ子爵家出身の第3の教皇が、天使教皇の役割、つまりエルサレムに赴いて不信心者たちを改宗させることになると告げている。天使教皇のモチーフを下敷きにしているのに世界最終皇帝が登場しない点と、従来の予言文書では特段強調されてこなかったリモージュ出身者に重大な役割が与えられている点に特徴がある。後述するように、この点を編纂者の素性と結びつける見解が存在する。
第30章
第30章は第83葉表面途中から裏面途中までで、『問題解決の書』 (Le livre du lucidaire) という文献に基づくとされている。「問題解決」(lucidaire)という語は、本来はオータンのホノリウス (Honorius of Autun) の『エルキダリウム』(Elucidarium) のフランス語名だが、具体的な出典の特定にはつながっていない。
この章は、師弟の対話形式で、反キリストと、それに先行して現われるフランス王についての概要が語られている。反キリスト論はアドソの影響を受けているが、フランス王を終末の皇帝と結び付けている点で、フランスにおける独自の変化を示している。
第31章

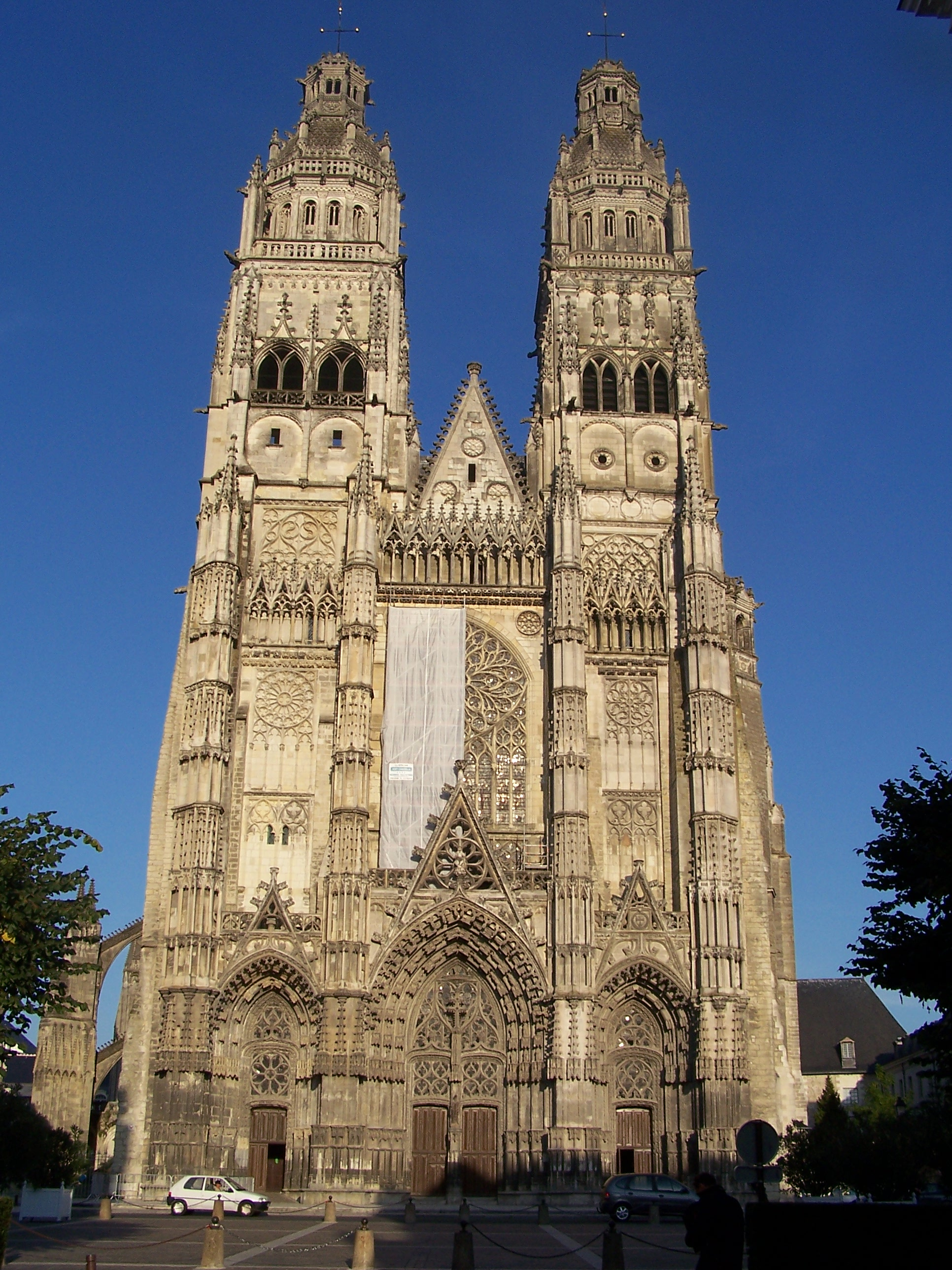
サン＝ガティアン大聖堂

第31章は第83葉裏面途中から第84葉裏面途中までで、「故人となったロシュの司祭、小マルタン・ゲランに1500年に啓示され、天の女王によって得られた平和の方法」(La maniere de la paix impetrée de la Royne du ciel et revelée au feu petit Martin Guerin prestre de Loches l'an de grace mil cinq cens) という題名がついている。
トゥールのサン＝ガティアン大聖堂 (Cathédrale Saint-Gatien de Tours) の手稿に基づいたと主張しているが、正確な出典は特定されていない。その内容は、神を冒涜する者たちを罰する勅令を発するようにと国王に促すもので、マルタン・ゲランがその啓示の内容をルイ12世に伝えようとするが果たせずに、サン・ガティアンに手稿を残した経緯とするものが記されている。
第32章と第33章
最後を締めくくる第32章「エルサレムの聖地と聖都の荒廃に関する惨めな祈りと溢れる涙」(Oraison piteuse et plaine de pleurs sus la desolation de la terre saincte et saincte cité de Jerusalem) と第33章「教会と東方の地の縮約された嘆き」 (Deploration compendieuse de l'eglise et terre orientale) は出典が明記されていないが、特定されている。それはともにベルナルド・フォン・ブライデンバッハ (Bernard von Breydenbach) の聖地巡礼記であり、1498年にリヨンで出されたフランス語版『聖都エルサレムの神聖な旅と巡礼』(Le Saint voiage et pelerinage de la cité saincte de Hierusalem) に基づいている。第32章は第84葉裏面途中から第85葉裏面途中まで、第33章はそこから第87葉裏面まで、通底するのは十字軍に関連するモチーフである。

## 成立年代

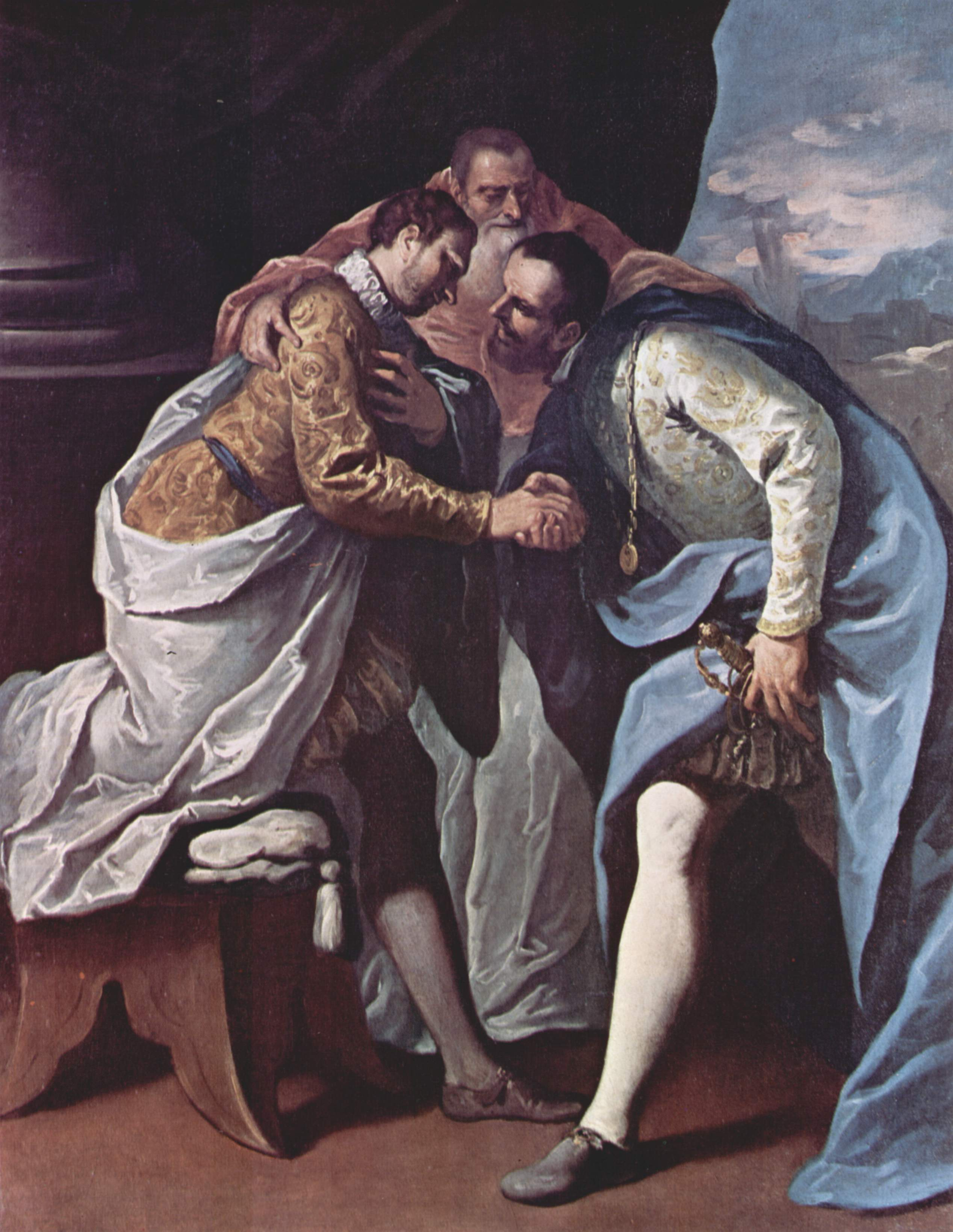
パウルス3世の前で握手するフランソワ1世とカール5世（17世紀の絵画）

後述するように、最初の印刷版は1522年だが、実際には1519年以前に作成されていたと考えられている。これはすでに述べたように、フランソワ1世とカール5世が争った1519年の神聖ローマ皇帝選挙でフランソワ1世が選出されることを期待する記述が、初版の序文に見られるためである。そこでは、神聖ローマ皇帝となるフランソワがさらに世界最終皇帝となることが予言されており、選挙前に彼を支援する目的で作成されたのではないかと判断できるのである。ただし、すでに見たように1521年に刊行された素材を用いたと推測されている章も存在している（第22章）。
ちなみに、実際に選ばれたのはカール5世であり、ゆえに選挙で選ばれるフランス王のくだりは初版以外では削られている。初版の時点ですでに外れた予言となっていたにもかかわらず削られることがなかった理由は、初版を刊行したマルネフにとっては、過去にフランスで例がなかった予言アンソロジーを出版することが重要で、内容を精査していなかったが、再版時にその迂闊さに気付いて削除したのではないかと推測されている。

## 編者
編者は不明だが、いくつかの状況証拠から断片的な人物像が推測されている。まず、サン＝ヴィクトル写本群をはじめ、修道院附属図書館の蔵書を利用している形跡があることから、聖職者、とくに修道士の可能性がある。
また、特に第29章あたりに顕著なリモージュの偏重から、リモージュ出身の聖職者の可能性が指摘されている。
他方で、ジョーム・ド・ノートルダム（ノストラダムスの父）がしばしば編者として挙げられることがある。ただし、根拠は不明である。また、郷土史家エドガール・ルロワによる実証的な伝記研究でも、ジョームが『ミラビリス・リベル』に関わった痕跡どころか、予言的なエピソード自体見出されていない。ルロワによれば、ジョームの兄弟で予言的エピソードを持つのは弟のピエールのみだというが、それ自体、賭けに関する些細なものでしかなく、大したものでないと評価されている。

## 出版
1514年にヴェネツィアで最初に出版されたと想定する見解もあるが、1522年にパリで出された版が初版と考えられている。1520年代のうちに、他に8つの版が刊行された。
『ミラビリス・リベル』を主題とする研究を最初に発表したブリトネルらの分類では、9つの版がA, B, C, Dの4グループに分類されている。A, B, D は各1種類ずつしかないが、C のみは住所や旗印についての表記の異なる版が6種ある。
以下、簡略な表にまとめた。丸括弧は研究者による推定である。鍵括弧は著書に記載されているデータで、研究者からは虚偽と疑われている情報を指す。
| 分類 | 出版地                | 出版業者                                        | 日付              | 所蔵先                          |
| ---- | --------------------- | ----------------------------------------------- | ----------------- | ------------------------------- |
| A    | パリ                  | アンギベール・ド・マルネフ ジャン・ド・マルネフ | 1522年5月25日     | フランス国立図書館              |
| A    | パリ                  | アンギベール・ド・マルネフ ジャン・ド・マルネフ | 1522年5月25日     | アルスナル図書館                |
| A    | パリ                  | アンギベール・ド・マルネフ ジャン・ド・マルネフ | 1522年5月25日     | 大英図書館                      |
| B    | パリ                  | アンギベール・ド・マルネフ                      | 1523年9月4日      | フランス国立図書館              |
| B    | パリ                  | アンギベール・ド・マルネフ                      | 1523年9月4日      | マザラン図書館                  |
| B    | パリ                  | アンギベール・ド・マルネフ                      | 1523年9月4日      | 大英図書館                      |
| B    | パリ                  | アンギベール・ド・マルネフ                      | 1523年9月4日      | ほかに少なくとも1件の所蔵がある |
| C1   | （パリ）              | （アンブロワーズ・ジロー）                      | （1524 - 1528年） | フランス国立図書館              |
| C1   | （パリ）              | （アンブロワーズ・ジロー）                      | （1524 - 1528年） | マザラン図書館                  |
| C1   | （パリ）              | （アンブロワーズ・ジロー）                      | （1524 - 1528年） | アルスナル図書館                |
| C1   | （パリ）              | （アンブロワーズ・ジロー）                      | （1524 - 1528年） | ダラム大学図書館                |
| C2   | （パリ）              | （アンブロワーズ・ジロー）                      | （1524 - 1528年） | フランス国立図書館              |
| C2   | （パリ）              | （アンブロワーズ・ジロー）                      | （1524 - 1528年） | ケンブリッジ大学図書館          |
| C2   | （パリ）              | （アンブロワーズ・ジロー）                      | （1524 - 1528年） | ダニエル・ルソの旧蔵書          |
| C3   | （パリ）              | （アンブロワーズ・ジロー）                      | （1524 - 1528年） | フランス国立図書館              |
| C3   | （パリ）              | （アンブロワーズ・ジロー）                      | （1524 - 1528年） | ケンブリッジ大学図書館          |
| C4   | （パリ）              | （フランソワ・ルニョー?）                       | （C1/C2より後）   | フランス国立図書館（2部）       |
| C5   | （パリ）              | （アンブロワーズ・ジロー）                      | （1529 - 1532年） | アルスナル図書館                |
| C5   | （パリ）              | （アンブロワーズ・ジロー）                      | （1529 - 1532年） | 大英図書館                      |
| C6   | （パリ）              | （アンブロワーズ・ジロー）                      | （1533年以降）    | フランス国立図書館              |
| C6   | （パリ）              | （アンブロワーズ・ジロー）                      | （1533年以降）    | マザラン図書館                  |
| C6   | （パリ）              | （アンブロワーズ・ジロー）                      | （1533年以降）    | 大英図書館（3部）               |
| C6   | （パリ）              | （アンブロワーズ・ジロー）                      | （1533年以降）    | リヨン市立図書館                |
| C6   | （パリ）              | （アンブロワーズ・ジロー）                      | （1533年以降）    | ほかに少なくとも1件の所蔵がある |
| D    | 「ローマ」 （リヨン） | 記載なし （ジャン・ベソン）                     | 「1524年」        | マザラン図書館                  |
| D    | 「ローマ」 （リヨン） | 記載なし （ジャン・ベソン）                     | 「1524年」        | リヨン市立図書館（2部）         |
| D    | 「ローマ」 （リヨン） | 記載なし （ジャン・ベソン）                     | 「1524年」        | 大英図書館                      |

A版が初版である。B版はそれに基づいており、前述のようにタイトルページでの聖書の引用句が増やされた一方、神聖ローマ皇帝選挙との関連が削除されている。ほかにも、いくつかの細かな変更点が含まれている。
C版はB版を基にしたもので、A版、B版が四つ折版だったのに対し、八つ折版になっている。C版は刊行年の記載がないなどの点で共通するが、販売業者名が記載された行の住所表示などに細かな差異があり、上記のようにC1からC6までに細分されている。
D版もB版に基づく八つ折版で、巻末には1524年のローマで印刷されたと明記されている。しかし、その記載は虚偽ではないかとつとに疑われており、19世紀の書誌学者ジャック・シャルル・ブリュネ (Jacques Charles Brunet) の指摘以降、リヨンの出版業者ジャン・ベソンによる非正規版の可能性が疑われている。ブリュネが偽版と判断した根拠は、扉に使われている花飾りとそこに添えられた標語「スペス・メア・デウス」 (Spes mea Deus) が、ベソンの印刷物に特有のものだったことによる。

## 影響
1522年に初版が出された『ミラビリス・リベル』は、1525年に早速その名声が高まった。その年、パヴィアの戦いで大敗したフランソワ1世が囚われの身となったことを的中させたと言われたのである。第11章にフランス王が異邦人によって囚われる予言があったためだが、前述の通り、それは14世紀に作成された事後予言にすぎず、イングランド軍によってジャン2世が囚われたことを下敷きにしていたにすぎない。
『ミラビリス・リベル』は16世紀フランスの予言的言説に影響を及ぼし、東洋学者ギヨーム・ポステルが1551年頃にまとめた『世界予言宝殿』 (Thrésor des prophéties de l'univers) にも再録された。ポステルは独自の世界帝国と教会の改革に関する見通しを確立するにあたって、『ミラビリス・リベル』にも収録されていたテレスフォロとロックタイヤードから特に強い影響を受けたことが指摘されている。

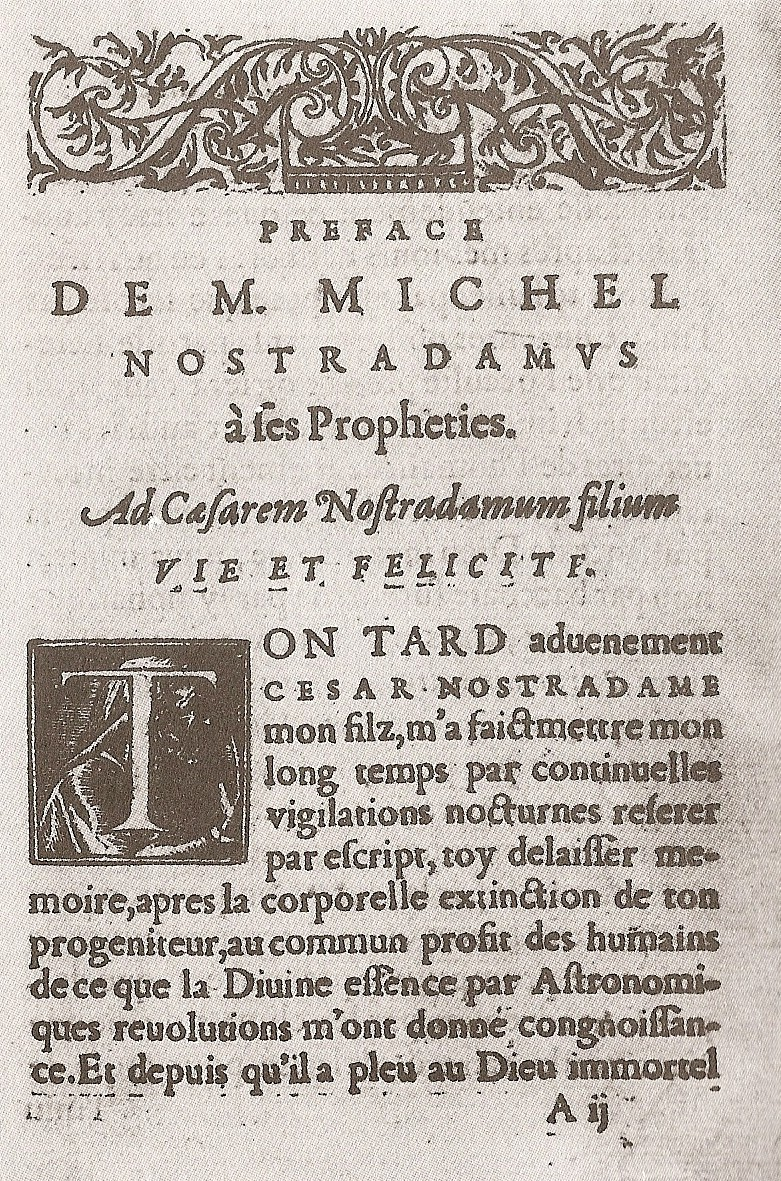
ノストラダムス予言集の第一序文（1555年）

現代にもつながる影響としては、日本でもかつて大きな話題になった占星術師ノストラダムスの予言が挙げられる。ピエール・ブランダムールらの実証的な研究により、ノストラダムスが『ミラビリス・リベル』を主要参考文献のひとつとしていたことがほぼ確実視されている。それは特に『ミラビリス・リベル』からほとんどそのまま転用した箇所が『ノストラダムス予言集』に含まれていることによって裏付けられている。
例えば、『ノストラダムス予言集』の第一序文にはこうある。
現在の出来事の大部分だけでなく、未来の出来事の大部分についても、何者をも傷つけることがないようにと、私は沈黙し放置したかった。なぜなら体制も党派も宗教も、現在の視点で見れば正反対のものに変化するだろうから。そしてまた、王国、党派、宗教、信仰に属する人々が、彼らの聞き及んでいた幻想に到底一致しえないと考えるであろう未来を私が語ったならば、今後数世紀にわたって人々が目撃することになる未来（が語られたこの書物）を打ち棄ててしまうのだろう。
ノストラダムス予言の信奉者たちは、従来これを未来の政治体制の激変を見通していた証拠として引用してきた。しかし、この部分はサヴォナローラの『天啓大要』の一節をそのままフランス語訳したものであり、『ミラビリス・リベル』第18章をもとに孫引きしたものと推測されている。そして、第一序文はこれに限らず『天啓大要』からの多くの引用を含んでいる。
他にもノストラダムスの百詩篇第1巻47番に登場する「日々は週によって置き直され、そして月々、さらに年々となって」という表現は、『ティブルのシビュラ』の反キリストを述べたくだりに登場するほぼ同じ表現を踏襲したと推測されている。それにとどまらず、ノストラダムス予言に散見されるイスラーム勢力のヨーロッパ侵攻、キリスト教会の受難、偉大な君主の出現といったモチーフは、『ミラビリス・リベル』のいくつかの章に顕著に見られるものであり、百詩篇を構成する942篇の四行詩のうち、『ミラビリス・リベル』からの借用は137篇に上るとする説すらある。
ノストラダムスの秘書だったことがあるジャン＝エメ・ド・シャヴィニーも『ミラビリス・リベル』を積極的に援用し、特にその第2章や第17章とノストラダムスの予言を混ぜ合わせ、主著『七星集』 (Les Pléiades, 1603年) において、古今の偉大な予言者たちはこぞってアンリ4世が世界皇帝になることを予言していると主張した。
同じ頃に出現した偽書『聖マラキの予言書』（1590年頃）の作成に影響を及ぼしたという説もある。その予言書は未来の111人ないし112人の教皇について予言したものだが、その予言の106番「天使牧者」(Pastor Angelicus) 以降には、コゼンツァのテレスフォロやヨハン・リヒテンベルガーの予言から借用された要素が指摘されている。
その後こうした利用は下火になったが、フランス革命によって再び大きな脚光を浴びた。かつてパヴィアの戦いで成就したとされていた「囚われのフランス王」のモチーフが、今度はルイ16世にひきつけて解釈されるようになったためである。さらに、同じ第11章には「立ち上がる大群衆」と「追放される大領主」の予言も含まれており、フランス革命を予言しているという受容のされ方に拍車をかけた。実際には、「立ち上がる大群衆」も「追放される大領主」もジャックリーの乱をモデルにしており、「囚われの国王」ともども百年戦争中に作成された事後予言に過ぎなかった。しかし、『ミラビリス・リベル』を閲覧するためにフランス国立図書館に繰り出す人々も少なくはなかったし、そうした予言をまとめたパンフレットとして、『ミラビリス・リベルから引用された18世紀末の予言集』 (Prédiction pour la fin du dix-huitième siècle tirée du Mirabilis Liber) という文献まで出された。
19世紀に入っても、『ミラビリス・リベル』への関心は残った。第一帝政期の警察大臣ジョゼフ・フーシェは予言者や占い師に厳しく対応したが、その一環で、1808年には『ミラビリス・リベル』をもとにした予言書を売り歩いていたマルタンという人物を逮捕した。
1831年にはフランス語訳版『驚異の書』 (Le Livre Merveilleux)がパリで出版された。編訳者はエドゥアール・ブリコン (Edouard Bricon) である。これは、『ミラビリス・リベル』が特定の言語で全訳された唯一の事例である。

## 研究史
『ミラビリス・リベル』を主題とする研究は極めて少ない。その中にあって、ジェニファー・ブリトネルとデレク・スタッブスは、1986年に記念碑的な論文「『ミラビリス・リベル』、その編纂と影響」Britnell & Stubbs (1986))を発表した。この論文は、その後『ミラビリス・リベル』に言及した各種の文献において主要な参照元とされている。
ブリトネルらはその論文の冒頭で先行研究の稀少さを指摘し、例外的な存在としてマージョリ・リーヴスの著書とフランソワ・スクレの論文を挙げた。リーヴスの著書『中世の預言とその影響』は、ヨアキム自身の思想を概観した後に、その歴史的影響と変容をたどるもので、全4部構成の第3部が「世界最終皇帝」に、第4部が「天使教皇」にそれぞれ割かれている。『ミラビリス・リベル』（およびそこに収録された各種予言）は、後代の影響について扱った部分で紹介や分析が行われている。スクレの論文「16世紀初頭の予言的潮流に関する忘れられた視角」は、その題名が示すように20世紀には実質的に忘れられていたアヴランシュ司教ジャン・ボカール (Jean Bocard) やボナヴェントゥーラの予言を取り扱ったもので、その時代の影響力ある予言アンソロジーとして『ミラビリス・リベル』についても触れられている（前述のとおり、ボナヴェントゥーラの予言は『ミラビリス・リベル』第19章の内容とも密接に関わっている）。
ブリトネルとスタッブスの論文以降では、ジャック・アルブロンの博士論文『フランスにおける予言的テクスト』（パリ第10大学、1999年）のいくつかの章で、『ミラビリス・リベル』が主題となっている。アルブロンは、のちに聖マラキの予言の批判的検討を主題とする著書を出した際に、同時代の素材と思しき諸予言に触れた中で、『ミラビリス・リベル』やそこに収録されたいくつかの予言との関連も指摘した（前述）。